# 温菲尔德·斯科特
温菲尔德·斯科特（英語：Winfield Scott，1786年6月13日—1866年5月29日），美国陆军中将，辉格党人，曾任美国陆军总司令（1841年-1861年）。
斯科特从军五十余年，曾参加过1812年战争、美墨战争、塞米诺尔战争和美国南北战争，是美国历史上服役时间最长的军人。斯科特还担任美国陆军总司令长达二十年，是在位时间最长的总司令。斯科特还曾作为辉格党候选人参与了1852年美国总统选举，但最终输给了富兰克林·皮尔斯。1856年，斯科特被荣誉晋升为陆军中将，是继乔治·华盛顿之后第二位授予此军衔的军人。
艾奥瓦州斯科特县、堪萨斯州斯科特县、明尼苏达州斯科特县、伊利诺伊州温菲尔德、亚拉巴马州温菲尔德、堪萨斯州斯科特堡、西弗吉尼亚州温菲尔德、南北战争时期将军温菲尔德·斯科特·汉考克、海军少将温菲尔德·斯科特·施莱都是以斯科特名字命名的。

## 外部連結
- 互联网档案馆中温菲尔德·斯科特的作品或与之相关的作品
- Portrait of General Winfield Scott (1786–1866)[] at University of Michigan Museum of Art
- .  (第11版). London. 1911.